# Louis Schoenmakers
Louis Schoenmakers (Vosselaar, 22 september 1926 – Arendonk, 31 mei 2012) was een Belgisch politicus voor de CVP. Hij was burgemeester van Vosselaar.

## Levensloop
Hij was gedurende twee bestuursperiodes burgemeester van Vosselaar, van 1983 tot 1988 en van 1995 tot 1998. Gedurende dat laatste jaar diende hij ontslag te nemen omwille van gezondheidsredenen. Hij werd toen opgevolgd door Josee Heykants-Jansens.
Zijn zoon Chris Schoenmakers (CD&V) was eveneens politiek actief. Hij was onder meer schepen en voorzitter van het OCMW.